# Алерак (Горња Лоара)
Алерак (фр. Alleyrac) насеље је и општина у централној Француској у региону Оверња, у департману Горња Лоара која припада префектури Пиј ан Веле.
По подацима из 2011. године у општини је живело 120 становника, а густина насељености је износила 10,58 становника/km². Општина се простире на површини од 11,34 km². Налази се на средњој надморској висини од 1095 метара (максималној 1.283 m, а минималној 1.025 m).

## Демографија
| 1962. | 1968. | 1975. | 1982. | 1990. | 1999. | 2011. |
| ----- | ----- | ----- | ----- | ----- | ----- | ----- |
| 221   | 264   | 206   | 165   | 129   | 118   | 120   |

График промене броја становника у току последњих година